# Ахматова Анна Андріївна
Ахма́това А́нна Андрі́ївна (при народженні Го́ренко; 23 червня 1889, Одеса, Херсонська губернія — 5 березня 1966, Домодєдово під Москвою) — російська поетеса українського походження, представниця акмеїзму та одна з найвпливовіших в 20-му столітті. Одна з представників «Срібної доби», учасниця акмеїстичного угруповання «Цех поетів».
Лауреатка міжнародної літературної премії «Етна-Таорміна», почесний доктор літератури Оксфордського університету. Двічі номінантка на Нобелівську премію з літератури (1965 та 1966). 
Найбільш відома як авторка поеми Реквієм, поеми що освітлює страждання людей під час Великого терору. Її праця впала під вплив радянської цензури за роки правління Сталіна. Попри це, письменниця вирішила не емігрувати та залишитись в Радянському Союзі, спостергаючи за подіями навколо неї.
Першоджерела інформації про життя Ахматової відносно мізерні, оскільки через війну, революцію і радянський режим більшість фактів з її життя були переписані або знищені. Впродовж довгого періоду часу, вона була в офіційній немилості, і багато з тих, хто був поруч з нею, загинули після революції. Її перший чоловік, Микола Гумільов, був страчений радянськими спецслужбами, в то ж час як її син від першого шлюбу, Лев, та третій чоловік, Микола Пунін, просиділи кілька років в гулагах.

## Життєпис
Анна Горенко народилася 23 червня поблизу Одеси, Херсонської губернії в родині відставного флотського інженера-механіка та капітана 2-го ранку Андрія Антоновича Горенка (1848—1915) та Інни Еразмівни Стогової (1856—1930). Була третьою серед шести дітей у родині: сестри Інна, Ірина та Ія, брати Андрій та Віктор. 
Дід по батьковій лінії — Антон Андрійович Горенко (1818—1891), участник першої оборони Севастополя.
Дід по материнській лінії — Еразм Іванович Стогов (1797—1880), російський військовий, полковник та історик.
1890 року родина переїхала з Одеси до Царського Села, де Анна навчалася в Маріїнській жіночій гімназії в 1900—1905 роках.
Перший її вірш опублікуваний у журналі «Аполлон», коли поетесі було 11 років.
1903 — познайомилася з російським поетом Миколою Гумільовим і стала постійною адресаткою його віршів.
1905 — після розлучення батьків Анна переїхала з матір'ю до Євпаторії.
1906—1907 — навчалась у Фундуклеївській жіночій гімназії в Києві.
1907 — Микола Гумільов надрукував вірші Анни Горенко у своєму журналі «Сиріус».
1908—1910 — навчалася на юридичному відділенні Київських вищих жіночих курсів.
1909 — Гумільов приїхав до Києва на поетичний вечір і вкотре запропонував Анні одруження. Цього разу вона дала згоду на шлюб.
1910 — обвінчалася з Миколою Гумільовим у Миколаївській церкві на Микільській слобідці в Києві. Того ж року відвідала Париж, потім — Італію. Дебютувала в літературі збіркою поезій «Вечір», проте славу їй принесла книга «Чотки» (1914).
1910 — відвідувала Вищі історико-літературні курси Раєва в Петербурзі.
1911 — перші публікації під ім'ям «Анна Ахматова». Батько заборонив підписувати вірші прізвищем Горенко і тоді та взяла дівоче прізвище прабабусі по материнській лінії.
1911—1915 — щороку відвідувала Київ.
1912 — в родині Гумільова і Ахматової народився син Лев — майбутній історик.
Жовтневу революцію більшовиків Ахматова не прийняла, але Росії не покинула. 1921 року був розстріляний її чоловік Микола Гумільов, на той час вони були вже розлучені, звинувачений у контрреволюційній змові, а пізніше був двічі ув'язнений її син.
У 1920-ті роки Анна Ахматова посіла чільне місце в російській поезії: її як дослідницю цікавили життя та творчість Олександра Пушкіна, якому присвятила, зокрема, есе «Загибель Пушкіна».

Барельєф і меморіальна дошка в Севастополі, на будинку діда А. Ахматової, учасника першої оборони Севастополя Антона Горенка, де бувала поетеса.
Відкрита в 1989 році до 100-річчя А.Ахматової

Починаючи з 1922 року збірки Анни Ахматової зазнавали жорсткої цензурної правки — і з 1923 до 1934 року вона практично не друкувалася. Збірки її віршів, що вийшли в період між 1922 та 1966 роками, не можна повною мірою назвати авторськими.

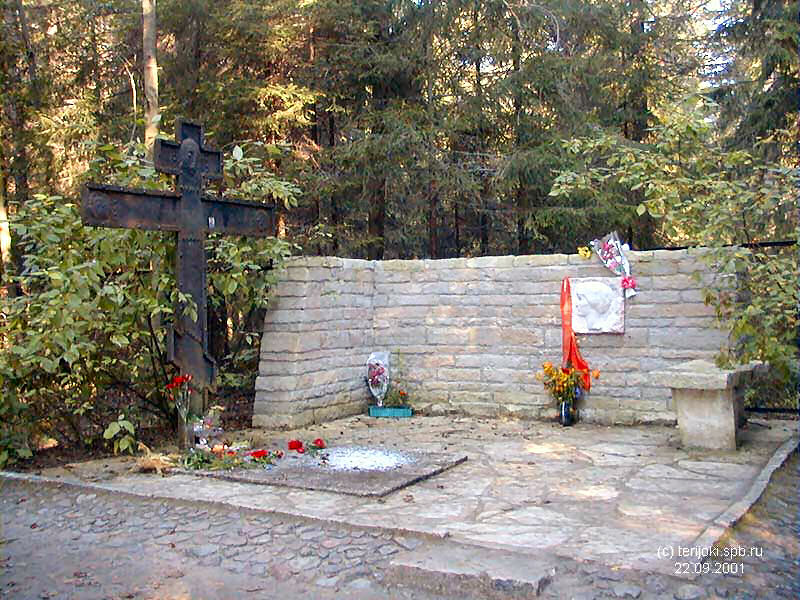
Могила Анни Ахматової

У вересні 1940 року керуючий справами ЦК ВКП(б) Д. В. Крупін надіслав доповідну записку Андрію Жданову з вимогою вилучити збірку віршів поетеси за 1912—1940 рр., видану видавництвом «Радянський письменник».
1941—1944 — перебувала в евакуації у Ташкенті. Виступала зі своїми віршами перед пораненими у госпіталях.
У 1946 році зазнала жорсткої критики з боку лідерів тоталітарного радянського режиму (відома постанова про ленінградські журнали А. Жданова). 4 вересня її та Михайла Зощенка виключають зі спілки радянських письменників. Позбавлена можливості друкуватися, а отже мати засоби для існування, Ахматова займалася перекладами класичної китайської, індійської, західноєвропейської поезії. Кінцем жовтня 1940 секретаріат ЦК ВКП(б) видав постанову «Про збірку віршів А.Ахматової „Из шести книг“» з критикою «грубої помилки» працівників видавництва «Радянський письменник» та політредактора Головліта, які допустили видання «ідеологічно шкідливих, релігійно-містичних віршів Ахматової»; та пропозицією вилучити книгу з користування.
У 1950 році опублікувала цикл типово радянських віршів «Слава миру!» на честь Сталіна, і в 1951 році поновлена у Спілці письменників.
1962 — побачила світ її 22-річна праця — «Поема без героя».
Основні збірки поезій Ахматової: «Подорожник», «Anno Domini», «Біг часу», «Реквієм».
1962 — була номінована на Нобелівську премію з літератури.
1964 — в Італії отримала премію «Етна-Таорміна», а 1965 року — диплом почесного доктора Оксфордського університету.
Останній публічний виступ Анни Ахматової відбувся у Великому театрі в Москві на урочистому вечорі, присвяченому Данте.
Восени 1965 року перенесла 4-й інфаркт міокарду, а 5 березня 1966 року померла в підмосковному кардіологічному санаторії в Домодєдово.
Похована на Комаровському кладовищі під Ленінградом.
Матір поетеси — Інна Еразмівна Стогова похована в селі Слобідка-Шелехівська (Хмельницька область, Україна), де відкрито літературно-меморіальний музей Анни Ахматової.

## Творчість
- любовна і рефлексивна лірика (збірки «Чотки» (1914), «Вечір» (1912), «Біла зграя» (1917), «Подорожник» (1921), «Anno Domini» (1922).
- ліро-епічні поеми («Поема без героя», «Реквієм пам'яті жертв сталінських репресій»).
- вірші про війну.
- переклади поезії (у тому числі Івана Франка).

Характерними рисами творчості Ахматової можна назвати вірність моральним засадам буття, тонке розуміння психології почуття, осмислення трагедій ХХ сторіччя, що пов'язане з особистими переживаннями, тяжіння до класичного стилю поетичної мови.
Її ранні вірші були пройняті індивідуалістичними, занепадницькими мотивами. Пізніше написала ряд патріотичних віршів, цикли поезій: «Іва» (1940), «Ташкентські вірші» (1942—1944), «Слава миру» (1950).
Значна частина її творчості присвячена Україні. Зокрема — це поетичний цикл «Київський зошит», збірка «Вечір». У 1958 році А. Ахматова переклала на російську мову збірку поезій Івана Франка «Зів'яле листя».

## Ставлення до української мови та літератури
Сучасники Ахматової переказують її діаметрально протилежні погляди стосовно української мови і літератури.
Так, Лідія Чуковська у своєму мемуарно-біографічному творі «Записки про Анну Ахматову» наводить такий діалог із поетесою:

Я запитала Анну Андріївну, чи любить вона Шевченка.

— Ні. У мене в Києві було дуже важке життя, і я країну ту не полюбила і мову… «Мамо», «ходімо», — вона скривилася, — не люблю.

Мене обурила ця зневага.

— Але ж Шевченко поет рівня Міцкевича! — сказала я.

Вона не відповіла.
Оригінальний текст (рос.)
Я спросила Анну Андреевну, любит ли она Шевченко.

– Нет. У меня в Киеве была очень тяжелая жизнь, и я страну ту не полюбила и язык… «Мамо», «ходимо», – она поморщилась, – не люблю.

Меня взорвало это пренебрежение.

– Но Шевченко ведь поэт ростом с Мицкевича! – сказала я.

Она не ответила.

За свідченнями ж українського журналіста і поета Тереня Масенка та письменника Миколи Бажана, який супроводжував її в Італію у 1964 році на вручення премії «Етна Таорміна», у роки юності живучи в Києві, Анна Ахматова полюбила українську мову.
Терень Масенко у своєму творі «Роман пам'яті» описує, як Ахматова взяла в руки його «Книгу лірики» й почала читати вголос легко й точно з чистою вимовою і правильними наголосами. Далі наводить діалог:
 — Ви так добре знаєте українську мову, — кажу я.
 — Вона рідна мені, це мова моєї матері.

Літературознавець Григорій Кочур писав, що Ахматову образило припущення, що вона не в змозі самостійно зрозуміти українську мову при перекладі віршів Івана Франка. Автор зазначив, що на це Ахматова різко відповіла: «Ви, здається, забули, що моє прізвище Горенко!»

## Родина
- Перший чоловік — Микола Гумільов, російський та радянський поет, перекладач, представник акмеїзму. Заарештований та розстріляний в серпні 1921 року.
  - Син — Лев Гумільов, радянський та російський географ, тюрколог й історик-етнолог, доктор історичних і географічних наук, поет.
- Другий шлюб — Володимир Шилейко, російський поет, перекладач, працював у сфері сходознавства.
- Третій (неофіційний) шлюб — Микола Пунін, російський історик мистецтва, художній критик, мистецтвознавець, перебував у радянських контаборах та помер у 1949 в одному з них.

## Вшанування пам'яті
Іменем Анни Ахматової названо вулиці в Україні (у Києві з 1990 року, Одесі, Дніпрі), у Росії (Пушкін, Москва, Тюмень, Калінінград), Узбекистані (Ташкент).
У 2005 році у Харкові в Саду скульптур у дворі ресторану «Ермітаж» по вулиці Максимиліанівській 18 був встановлений пам'ятник Анні Ахматовій. Пам'ятник виготовлений у 2001 році. Автор пам'ятника — скульптор Володимир Кочмар.
До 128 річниці від дня народження Анни Ахматової, 23 червня 2017 року, представники телеканалу Інтер, без погодження з міською владою, незаконно встановили їй пам'ятник у Міському саду Києва. Ініціаторами встановлення пам'ятника стали керівник Inter Media Group Ганна Безлюдна і головний редактор телеканалу «Інтер» Антон Нікітін. Пам'ятник встановлено без погоджень з місцевою владою та не передано на баланс міста. Автор пам'ятника — скульптор Олександр Стельмашенко. На виготовлення погруддя пішло близько двох років. Висота погруддя разом з постаментом — майже чотири з половиною метри.
На честь Ахматової названо астероїд та кратер на Венері.